# La Rouxière
La Rouxière korábbi község Franciaországban, Loire-Atlantique megyében. 2016. január 1-jén három másik községgel egyesült és Loireauxence új község része lett.
Lakosainak száma 1171 fő (2018. január 1.). La Rouxière Belligné, Maumusson, Vair-sur-Loire, La Roche-Blanche és Loireauxence községekkel határos.

## Népesség
A település népességének változása:
| Lakosok száma | 977  | 962  | 804  | 773  | 876  | 958  | 1034 | 1087 | 1174 | 1171 |
|               | 1962 | 1968 | 1982 | 1990 | 1999 | 2008 | 2011 | 2013 | 2017 | 2018 |